# Episodi di Marcus Welby (quinta stagione)
La quinta stagione della serie televisiva Marcus Welby è stata trasmessa in anteprima negli Stati Uniti d'America dalla ABC tra l'11 settembre 1973 e il 12 marzo 1974.
| nº | Titolo originale                    | Titolo italiano | Prima TV USA      | Prima TV Italia |
| -- | ----------------------------------- | --------------- | ----------------- | --------------- |
| 1  | The Panic Path                      |                 | 11 settembre 1973 |                 |
| 2  | A Joyful Song                       |                 | 18 settembre 1973 |                 |
| 3  | For Services Rendered               |                 | 25 settembre 1973 |                 |
| 4  | Blood Kin                           |                 | 2 ottobre 1973    |                 |
| 5  | The Light at the Threshold          |                 | 9 ottobre 1973    |                 |
| 6  | A Question of Fault                 |                 | 16 ottobre 1973   |                 |
| 7  | Friends in High Places              |                 | 23 ottobre 1973   |                 |
| 8  | The Endless Moment                  |                 | 30 ottobre 1973   |                 |
| 9  | The Tall Tree                       |                 | 6 novembre 1973   |                 |
| 10 | The Circles of Shame                |                 | 20 novembre 1973  |                 |
| 11 | Nguyen                              |                 | 27 novembre 1973  |                 |
| 12 | A Cry in the Night                  |                 | 11 dicembre 1973  |                 |
| 13 | Death Is Only a Side Effect         |                 | 18 dicembre 1973  |                 |
| 14 | The Comeback                        |                 | 1º gennaio 1974   |                 |
| 15 | A Full Life                         |                 | 8 gennaio 1974    |                 |
| 16 | No Charity for the MacAllisters     |                 | 15 gennaio 1974   |                 |
| 17 | Each Day a Miracle                  |                 | 22 gennaio 1974   |                 |
| 18 | The Fear of Silence                 |                 | 29 gennaio 1974   |                 |
| 19 | Angela's Nightmare                  |                 | 5 febbraio 1974   |                 |
| 20 | The Mugging                         |                 | 12 febbraio 1974  |                 |
| 21 | The Latch-Key Child                 |                 | 19 febbraio 1974  |                 |
| 22 | Out of Control                      |                 | 26 febbraio 1974  |                 |
| 23 | I've Promised You a Father (Part 1) |                 | 5 marzo 1974      |                 |
| 24 | Designs                             |                 | 12 marzo 1974     |                 |